# Charey
Charey település Franciaországban, Meurthe-et-Moselle megyében. Lakosainak száma 89 fő (2022. január 1.). Charey Jaulny, Dampvitoux, Dommartin-la-Chaussée, Rembercourt-sur-Mad, Saint-Julien-lès-Gorze és Xammes községekkel határos.

## Népesség
A település népességének változása:
| Lakosok száma | 106  | 68   | 71   | 73   | 78   | 75   | 82   | 87   | 89   | 89   |
|               | 1968 | 1982 | 1990 | 2006 | 2013 | 2015 | 2017 | 2019 | 2020 | 2022 |